# Ариза
Арѝза (на италиански: Arisa), псевдоним на Розàлба Пѝпа (Rosalba Pippa; * 20 август 1982 в Генуа, Италия) е италианска певица, авторка на песни и дубльорка.
След като печели през 2008 г. конкурса SanremoLab, постига успех с участието си в 59-ото издание на Фестивала на италианската песен в Санремо през 2009 г. с песента Sincerità („Искреност“) в категорията „Нови предложения“, където се класира на 1-во място. През през 2014 г. тя отново триумфира на фестивала, този път в категорията „Шампиони“ с песента Controvento („Срещу вятъра“). Ариза участва още пет пъти във фестивала, съответно през 2010 г. с Malamorenò („Нонеилюбовта“) – 9-о място, през 2012 г. с La notte („Нощта“) – 2-ро място (песента печели Sanremo Hit Award като най-продавания сингъл на това издание), през 2016 г. с Guardando il cielo („Гледайки небето“) – 10-о място, през 2019 г. с Mi sento bene („Чувствам се добре“) – 8-о място и през 2021 г. с Potevi fare di più („Можеше да направиш повече“) - 10-о място.
Тя също така е удостоена с различни награди като наградата „Асомузика“ и Наградата на критиката „Миа Мартини“ на Фестивала в Санремо през 2015 г., Наградата на пресцентъра на Фестивала в Санремо през 2012 г., две Wind Music Awards, една Venice Music Awards, една награда „Лунеция“ и една Prize TV – Награда за телевизионна режисура, както и номинация за наградата Амнести Италия и две номинации за Сребърна лента в категорията за най-добра оригинална песен, съответно през 2017 г. за Ho perso il mio amore („Изгубих любовта си“) и през 2018 г. за Ho cambiato i piani („Промених плановете си“).

## Биография

### Начални години
Ариза е родена през 1982 г. в град Генуа, но израства в градчето Пиньола, от където идва семейството ѝ, разположено на няколко километра от град Потенца. Сценичното ѝ име е акроним от имената на членовете на семейство ѝ: А от името на баща ѝ Антонио Пипа, R от собственото ѝ име Розалба, I и S от имената на сестрите ѝ Изабела и Сабрина, а финалното А – от името на майка ѝ Асунта Сантарсиеро. На 4 години участва в първия си състезателен конкурс с песента на Джани Моранди Fatti mandare dalla mamma. Гледайки видеоклипове в Интернет, Ариза изучава движенията на устните на певците и сравнява изпълненията от записите с тези на концертите. Първите ѝ музикални влияния са Марая Кери и Селин Дион: повтаряйки техните песни, тя се научава да използва диафрагмата и автоматизмите за издишане.
Завършва педагогическа гимназия, след което работи като сервитьорка, певица в пиано бар, детегледачка, фризьорка, чистачка и козметичка няколко седмици преди дебюта си на Фестивала на италианската песен в Санремо. Първите ѝ стъпки в света на музиката датират от 1998 г. като победителка в песенния конкурс Pino d'oro в Пиньола, организиран от Културното сдружение „Ил фоколаре“, и от 1999 г., когато печели наградата „Кантавало“ в Теджано (Салерно).
През 2007 г. Ариза печели стипендия за изпълнителка в Европейския тосколански център (CET) на Могол. Там се запознава с автора Джузепе Анастази, с когото започва плодотворно сътрудничество.

### АлбумSinceritàи Фестивал в Санремо 2009 г.
През декември 2008 г. заедно със Симона Молинари Ариза е победителка в певческия конкурс SanremoLab, което ѝ дава достъп до 59-ия Фестивал на италианската музика в Санремо в категорията „Нови предложения“. Там тя пее песента Sincerità („Искреност“) композирана от Джузепе Анастази, Маурицио Филардо и Джузепе Манджарачина, и се класира на първо място. Още преди финала същата песен е начело в класацията на iTunes. На 19 февруари вечерта парчето е изпълнено с акомпанимента на Лелио Лутаци. Певицата печели освен това и наградата „Асомузика Каза Санремо“, както и Наградата на критиката „Миа Мартини“.
Непосредствено след Санремо Ариза изживява момент на голяма известност: в телевизионно предаване поетесата Алда Мерини рецитира текста на „Искреност“, а песента постига голям комерсиален успех, като остава на първо място в италианската класация за шест поредни седмици. Едновременно със сингъла, на 20 февруари излиза и албумът на Ариза Sincerità („Искреност“), продуциран от Джузепе Манджарачина и Маурицио Филардо, който съдържа десет песни. Албумът достига пета позиция в Италианската класация. Външният вид на Ариза също предизвиква особено внимание: тя носи големи очила с черни рамки и яркочервено червило. Дискът и свързаните с него сингли: Io sono („Аз съм“) и Te lo volevo dire dire („Исках да ти го кажа“), които обаче нямат успеха на дебютната песен, излизат със звукозаписния лейбъл Уорнър Мюзик Италия.
На 16 май Ариза излиза на сцената на четвъртото издание на Наградите TRL, проведено на площад „Унитà д'Италия“ в град Триест, а на 6 юни изнася концерт на Арена ди Верона по време на Музикалните награди Уинд 2009 г., когато ѝ е връчена наградата на Асоциацията на звукозаписните компании като младо откритие на годината. Няколко седмици по-късно тя изпълнява песента Piccola rosa („Малка роза“) в благотворителния концерт Una voce per Padre Pio („Един глас за отец Пио“), като обявява пускането на сингъла си Te lo volevo dire, който заедно с Io sono популяризира 1-вия ѝ албум. На 21 юни Ариза участва в концерта Amiche per l'Abruzzo („Приятелки за Абруцо“), организиран от Лаура Паузини, заедно с 40 други италиански певици на стадион „Джузепе Меаца“ в Милано – благотворително събитие в помощ на жертвите на земетресението в Акуила през 2009 г. През септември тя участва в церемонията по откриването на учебната година „Всички на училище“ (Tutti a scuola 2009) в двореца Куиринале в Рим, а на 11 октомври гостува на шоуто Кеко Дзалоне – телевизионна програма, водена от комиците Кеко Дзалоне и Тереза Манино.

### АлбумMalamorenò
През февруари 2010 г. изпълнителката се завръща на сцената на театър „Аристон“ в Санремо, за да участва във Фестивала на италианската песен в категорията Big с песента Malamorenò („Нолюбовтане“), написана от Джузепе Анастази – неин партньор и автор на текстовете на предишния ѝ албум, изпълнена с помощта на Сестри Маринети – трио от травестити, които сътрудничат в хоровете на песента. Парчето, която достига последната вечер на фестивала и се класира на 9-о място, е част от втория албум на Ариза, носещ заглавието Malamorenò. Той е продуциран отново от Маурицио Филардо и Джузепе Манджарачина и е издаден на 19 февруари от Уорнър Мюзик Италия, в който Ариза също има принос в написването на текстовете на някои парчета. Вечерта на дуетите тя изпълнява парчето „Санремо“ заедно с джаз бенда „Лино Патруно“, воден от кабаретиста Лино Патруно.
Във връзка с издаването на новия албум тя се представя с обновена визия, подчертана от къдрава коса и големи кръгли очила по неин дизайн.
Сингълът, лансиран на 17 февруари, е сертифициран платинен за повече от 30 хил. продадени копия и също се радва на добър успех в класациите, достигайки четвърта позиция, докато албумът е на 23-та позиция. След това промоцията продължава с излъчването по радиото, започвайки от 23 април, на втория сингъл Pace („Мир“), също композиран от Джузепе Анастази и с който Ариза получава номинация за наградата „Могол“.
На 8 май тя участва в петото издание на Наградите TRL в Генуа, където е номинирана в категорията за най-добър външен вид. По-късно отива на ново лятно турне. През 2010 г., в рамките на събитието Gran Galà Pucciniano, тя е удостоена с наградата Teatro nella Musica. Също през 2010 г. Ариза се присъединява към изцяло женския състав на програмата по канал LA7 Victor Victoria – Niente è come sembra („Виктор Виктория – нищо не е така, както изглежда“) заедно с водещата Витория Кабело, писателката Мелиса Панарело и комедийната актриса Джепи Кучари. По този повод певицата изоставя карикатурния си външен вид, предлагайки на обществеността един по-изчистен образ, замествайки очилата с контактни лещи и премахвайки прекомерния грим и облеклото в ретро стил.
През юли 2010 г. участва в музикалния фестивал, посветен на историята на неаполитанската музика „Неапол преди и след“ с песента Chella llà.
Тя се завръща на сцената на Фестивала в Санремо през 2011 г. на вечерта, наречена „Родена, за да обединява“ (Nata per unire), посветена на 150-годишнината от Обединението на Италия, в дует с Макс Пецали в добре познатата песен Mamma mia dammi cento lire. Също така през 2011 г. Ариза е член на журито в петото издание на шоуто за таланти X Factor заедно с Морган, Елио от Елио е ле Сторие Тезе и Симона Вентура, като докарва изпълнител от своята категория (тази на Over) до рекордния дебют с непубликувана песен, както и до трето място в шоуто за таланти.
Ариза дебютира и в киното в ролята на Киара във филма на режисьора Рики Тоняци Tutta colpa della musica („Вината е в музиката“). Филмът, в който участват още Стефания Сандрели, Марко Месери, Елена София Ричи, Моника Скатини, Дебора Вила и самият Тоняци, е представен на 68-ия Международен филмов фестивал във Венеция и е разпространен във всички италиански кина от 9 септември 2011 г.
Също през 2011 г. тя издава сингъла „Любовта си ти“ (L'amor sei tu), написан с Наиф Херин за саундтрака на филма La peggior settimana della mia vita („Най-лошата седмица в живота ми“) на режисьора Алесандро Дженовези, в който тя играе заедно с Фабио де Луиджи, Кристиана Капотонди, Андреа Минярди и Алесандро Сиани.
На 15 септември 2011 г. Ариза представя последния си концертен етап на турнето Up Patriots to Arms на Франко Батиато в Паласпорт Олимпико в град Торино, пеейки само с акомпанимента на пианиста Джузепе Барбера.
На 26 декември 2011 г. е предоставено първото EP на певицата, озаглавено Arisa per Natale („Ариза за Коледа“), от което на 6 януари 2012 г. е изваден сингълът Il tempo che verrà („Времето, което ще дойде“), който носи подписа на певицата заедно с този на Анастази и Барбера.

### Фестивал в Санремо 2012 и албумAmami
През 2012 г. Ариза участва в 62-рото издание на Фестивала в Санремо, завършвайки на второ място след Ема, с песента La notte („Нощта“), написана от Джузепе Анастази. Песента предшества издаването на третия ѝ албум Amami („Обичай ме“), аранжиран и продуциран от Мауро Пагани. На третата вечер на събитието, посветена на Италия по света, тя изпълнява в дует с Хосе Фелисиано версия на известната песен Che Sarà. Вечерта на дуетите тя пее песента, състезавайки се с Мауро Ермано Джованарди.
След фестивала продажбите на албумите и синглите достигат съответно шеста и първа позиция в италианските класации. Въпреки че е написан почти изцяло от обичайния ѝ автор Джузепе Анастази, с добавянето на две парчета, изцяло дело на самата Ариза, албумът бележи повратна точка в кариерата на певицата, преминавайки от лекотата на първите два записа към по-интимните тонове, имащи като основна тема любовта. „Нощта“ е сертифицирана като мултиплатинен диск от FIMI за това, че е продаден в над 120 хил. копия, което я прави петият най-успешен сингъл на годината в Италия; това е и най-високата позиция, достигната от италианска солистка.
Вторият сингъл от албума е L'amore è un'altra cosa („Любовта е друго нещо“), издаден на 4 май 2012 г. и сертифициран като златен точно четири месеца по-късно за над 15 хил. продадени копия. Също през май 2012 г. Ариза е избрана да пее Химна на Италия преди финала за Купата на Италия 2011 – 2012 на Олимпийския стадион в Рим. През юни същата година Amami достига 30 хил. продадени копия и е сертифициран като златен от FIMI.
През същата година изд. Арнолдо Мондадори публикува първия ѝ роман „Раят не е кой знае какво (история на една лесно запомняща се мелодийка)“ (Il paradiso è non granché (storia di un motivetto orecchiabile)). Ариза освен това е потвърдена отново през май като член на журито на шестото издание на шоуто за таланти X Factor, проведено от 20 септември до 7 декември 2012 г., заедно с останалата част от журито на предишното издание: тя е начело на категорията „Групи“, но не успява да докара свой изпълнител до финала. В контекста на предаването тя открива дует Донатела, чието име измисля. През юли 2012 г. получава в Марина ди Карара наградата „Лунеция“ за Санремо категория Big за музикално-литературната стойност на песента „Нощта“.
На 26 октомври 2012 г. излиза сингълът Meraviglioso amore mio („Прекрасна моя любов“), написан от Джузепе Анастази и включен в оригиналния саундтрак на филма на Фаусто Брици Pazze di me („[Жени] луди по мен“) (2013). На 20 ноември 2012 г. излиза първият албум на живо на Ариза, озаглавен Amami Tour. Той съдържа хитовете ѝ, записани на живо, както и някои известни кавъри и две неиздавани песни, включително гореспоменатата Meraviglioso amore mio.
От 22 ноември анимационният филм „Чудовище в Париж“ на Бибо Бержерон излиза в италианските кина и в него Ариза прави своя дебют като дубльорка: тя дава гласа си на героя на Лусил.
На 24 септември 2013 г. излиза албумът Niente di personale на диджея Биг Фиш, съдържащ песента Luce sarà („Ще бъде светлина“), която бележи първия запис на певицата в сътрудничество с друг изпълнител. В същия период, започвайки от 10 октомври, анимационният филм „Аз, проклетникът 2“ на Пиер Кофен и Крис Рено е разпространен в италианските кина, в който Ариза дава гласа си на женския герой Луси.
На 7 декември същата година певицата участва в 21-вото издание на Коледния концерт, където пее в дует с Пати Смит People Have the Power – известна песен на Смит.

### Фестивал в Санремо 2014 и албумSe vedo te
В началото на 2014 г. Ариза участва във Фестивала в Санремо с песните Lentamente (il primo che passa) („Бавно (първият, който минава)“, дело на Кристина Дона и Саверио Ланца) и Controvento („Срещу вятъра“), написана от Джузепе Анастази. По време на вечерта, посветена на кавър версиите на най-големите италиански изпълнители, наречена Sanremo Club, певицата изпълнява Cuccurucucù на Франко Батиато, фланкирана от датската инди рок група ХуМейдХу. Песента е издадена като сингъл на 22 февруари. Ариза освен това печели фестивала с песента Controvento.
Двете неиздавани песни от Санремо предшестват четвъртия студиен албум на певицата, озаглавен Se vedo te („Ако те видя“), продуциран от Карло Убалдо Роси, Саверио Ланца и Джузепе Барбера, и издаден на 20 февруари. Controvento, издаден като сингъл ден преди албума, вместо това дебютира на върха на Топ сингли и по-късно е сертифициран платинен от FIMI за над 30 хил. продадени копия. През април Ариза стартира турне в подкрепа на Se vedo te.
По-рано тази година певицата дава гласа си на героинята Глория в анимационния филм Barry, Gloria e i Disco Worms. На 25 април песента Quante parole che non dice („Колко думи не казва“) е пусната като втори сингъл от албума, композиран от самата певица с Антонио Ди Мартино. През същия период Ариза сътрудничили с поп рап групата Клуб Дого в песента Fragili („Крехки“), издадена като сингъл на 25 юли 2014 г. и съдържаща се в албума на групата Non Siamo più quelli MI First. Този сингъл също става номер едно в Топ сингли в Италия и е сертифициран като платинен от FIMI за повече от 30 хил. продадени копия.
На 3 юни певицата е сред главните герои на Музикалните награди 2014, които се провеждат на „Форо Италико“ в Рим, а на 28 и 29 юни, по време на Летния фестивал 2014 на Пиаца дел Пополо в града, тя пее песента La cosa più importante („Най-важното нещо“), написана съвместно от нея и Кристиан Лаворо и издадена на 27 юни като трети сингъл от албума. На 30 август в театър „Лучо Дала“ в Мило тя пее в дует с Франко Батиато песента E ti vengo a ricercare по време на музикалното събитие Anime Salve, организирано от сицилианския певец в памет на Фабрицио де Андре. На 23 септември гостува на концерта на Hip Hop TV Birthday 2014 на Медиоланум Форум в Асаго, където придружава Клуб Дого в изпълнението на Fragili.
На 13 януари 2015 г. Карло Конти, по време на пресконференцията в казиното на Санремо, избира Ариза за съ-водеща на Фестивала в Санремо през 2015 г. заедно с Ема Мароне и актрисата Росио Муньос Моралес.
На 9 февруари същата година тя е сред изпълнтелите, представени от фотографа Джовани Гастел за сп. Ролинг Стоун Италия в броя, озаглавен „100-те лица на италианската музика“, който събира най-влиятелните лица на италианската музикална сцена. На 12 март филмът на Уолт Дисни „Пепеляшка“ на Кенет Брана излиза в италианските кина и в него Ариза сътрудничи в създаването на италианския саундтрак като записва песента Liberi, първоначално изпълнена от Соня Реле и издадена като сингъл на следващия ден.
Тя се появи отново по телевизията като специален треньор на третото издание на „Гласът на Италия“, подпомагайки Ноеми във фазата на битките, излъчена на 1 и 8 април. На 9 ноември 2015 г. е излъчено риалити Monte Bianco – sfida verticale (Монблан – вертикално предизвикателство), в която певицата участва като състезателка и е елиминирана в първия епизод.

### АлбумGuardando il cieloи компилацияVoce – The Best Of
На 13 декември 2015 г. е обявено участието на Ариза в 66-ото издание на фестивала в Санремо в категория„Шампиони“ с песента Guardando il cielo („Гледайки небето“), написана от Джузепе Анастази. Певицата се класира на 10-о място. Вечерта, посветена на кавърите на най-големите италиански изпълнители, тя отдава почит на Рита Павоне, като избира песента Cuore („Сърце“), която е част от следващия албум на Ариза.
Сингълът от Санремо, който започва да се върти по радиото на 10 февруари 2016 г., е сертифициран като златен от FIMI за над 25 хил. продадени копия. Издаването му предшества с два дни издаването на петия студиен албум на певицата, продуциран от Николо Фраджиле и Джузепе Барбера и също озаглавен Guardando il cielo.
На 24 февруари е обявена кандидатурата на Ариза за наградата Амнести Италия по повод 20-о издание на фестивала Voci per la libertà-una canzone per Amnesty за литературната стойност на песента Gaia, написана от Джузепе Анастази и съдържаща се в последния албум на певицата.
На 27 април е ред на втория сингъл Voce („Глас“), отново дело на Джузепе Анастази, представен в нова версия в подкрепа на фондация „Франческа Рава“, занимаваща се правата на детето. Сингълът е придружен от видеоклип, заснет в Хаити.
На 11 март излиза албумът на Рон La Forza di dire sì в нова версия с цел набиране на средства в полза на Итал. асоциация AISLA, която се занимава с изследвания за амиотрофичнате странична склероза. В албума Ариза пее в дует в парчето Piazza Grande, първоначално в изпълнение на Лучо Дала.
На 11 май е обявено участието на Ариза в журито на десетото издание на шоуто за таланти X Factor начело на категорията Under uomini. На 24 юни същата година като трети сингъл от Guardando il cielo излиза Una Notte Ancora („Още една нощ“), композирана от самата Ариза заедно с Анди Ферара и Андреа Пирас, с които певицата впоследствие участва в Летния фестивал през 2016 г. През лятото на 2016 г. тя започва турнето си Voce d'estate 2016.
На 11 ноември излиза сингълът Una cantante di musica leggera на Трикарико, записан в дует с Ариза. Дуетът предшества първата компилация а певицата, озаглавена Voce – The Best Of, издадена на 25 ноември.

### Смяна на лейбъл и други дейности
На 11 януари 2017 г. връзката между Ариза и Уорнър Мюзик Италия приключва след 8 г. сътрудничество поради недостатъчната промоция, която лейбълът прави на певицата.
На 20 януари излиза албумът Communisti col Rolex на рапърите Джей Акс и Федец, в който Ариза пее в песента Meglio tardi che noi. Парчето е сертифицирано като златно от FIMI за над 25 хил. продадени копия, без дори да излиза като сингъл.
На 17 март излиза сингълът Ho perso il mio amore („Загубих любовта си“) – дело на Кеопе, Федерика Абате и Джузепе Анастази, който е включен в саундтрака на филма La verità, vi spiego, sull'amore („Истината ви обяснявам за любовта“) на реж. Макс Крочи. Благодарение на песента певицата е номинирана за Сребърна лента за 2017 г. в категорията за най-добра оригинална песен. Приблизително по същото време тя започва турнето Voce 2017 в основните италиански театри.
На 19, 20 и 21 май изпълнителката изнася концерт в Токио по повод събитието Italia, my love!, организирано от Италианската търговска камара в Япония.
На 16 юни излиза L'esercito dei selfie – дебютният сингъл на звукозаписните продуценти Такаджи и Кетра, който е с вокалното участие на певеца Лоренцо Фрагола и на Ариза. Песента постига незабавен успех, достигайки четвъртата позиция в Топ сингли на Италия и получава сертификат за тройна платина от FIMI за над 150 хил. продадени копия, утвърждавайки се като един от хитовете на летния сезон.
На 23 и 26 юни Ариза участва в Летния фестивал 2017 на Пиаца дел Пополо в Рим с Ho perso il mio amore и L'esercito dei selfie (представена за първи път на живо). На 7 юли тя провежда първия си концерт от турнето Ho perso il mio amore – il tour, което приключва на 9 октомври в Казоли.
На 5 октомври Ариза подписа договор за запис с лейбъла Шугар Мюзик, пускайки на следващия ден сингъла Ho cambiato i piani („Промених си плановете“), дело на Николо Алиарди и Едуин Робъртс и част от саундтрака на филма Nove lune e mezza („Девет луни и половина“) на реж. Микела Андреоци. За него впоследствие певицата получава втората си поредна номинация за Сребърна лента през 2018 г. за най-добра оригинална песен. Малко по-късно Ариза участва в създаването на музиката към филма Malarazza, като пее за първи път на португалски с песента O pensamento de você, написана от Джулиано Фондакаро. На 7 октомври тя изпълнява в Мастър Тиатър в Ню Йорк, след като е избрана заедно с Боби Соло да представлява Италия за 11-ото издание на Нюйоркския италиански музикален фестивал.
На 10 ноември излиза компилацията Duets - Tutti cantano Cristina на Кристина Д'Авена, в която Ариза пее в парчето Magica, magica Emi – музикалната тема на едноименния телевизионен сериал.
На 19 ноември тя има концерт в Кувейт в края на италианската седмица, организирана от Италианското посолство.
В същия период тя отново работи за саундтрака на филм, записвайки парчето на неаполитански език Vasame за филма Napoli velata на реж. Ферзан Йозпетек, което излиза като сингъл на 29 декември.
На 9 февруари 2018 г. Ариза е гостенка на 68-ия Фестивал в Санремо, където пее с Джовани Какамо песента Eterno на вечерта, посветена на дуетите.
На 5 и 12 май тя е временно част от журито на външната комисия в петия и шестия епизод на 17-ото издание на шоуто за таланти Amici di Maria De Filippi („Приятели на Мария де Филипи“), замествайки актьора Марко Бочи.

### АлбумUna nuova Rosalba in città
На 21 декември 2018 г., по време на програмата „Санремо Джовани“, е обявено участието на Ариза във Фестивала в Санремо 2019 с песента Mi sento bene („Чувствам се добре“). По време на вечерта, посветена на дуетите, тя пее парчето заедно с британския певец Тони Хадли. В последната фестивална вечер Ариза, въпреки внезапна температура, решава да се състезава и завършва на 8-о място.
На 8 февруари 2019 г. излиза шестият ѝ албум Una nuova Rosalba in città („Нова Розалба в града“) – първият с лейбъла Шугар Мюзик. В същия ден предишният ѝ лейбъл Уорнър Мюзик Италия пуска компилацията Controvento – The Best Of по случай първите ѝ десет години кариера.
На 22 февруари на пазара излиза C'è da fare („Има работа“) – благотворителен сингъл на супергрупата Кесиогло и приятели, в която участва и Ариза заедно с 24 други италиански изпълнители с цел събиране на средства за Генуа, засегната от трагедията от срутването на виадукта Полчевера на 14 август 2018 г.
От 26 март певицата е ангажирана с ново турне, наречено Una nuova Rosalba nei club, което я вижда за първи път в дискотеките, посветени на музиката на живо, където има възможност да предложи отново репертоара си с неиздавано електронно звучене, съгласувано със звуците на последния ѝ звукозаписен проект. Турнето, което започва в Афтърлайф Лайв Клъб в Перуджа, завършва на 11 април в Латерия Молой в Бреша. Промоцията на Una nuova Rosalba in città впоследствие продължава с извличането на едноименния сингъл, написан от музикалния дует Viito и публикуван на 12 април.
В същия период изпълнителката си сътрудничи с Алберто Урсо в песента Guarda che luna издадена на 10 май – кавър на песента на Фред Бускальоне, съдържаща се в дебютния албум на тенора Solo.
На 30 май тя участва в полуфинала на шестото издание на шоуто за таланти The Voice of Italy като специален треньор на отбора, ръководен от Елетра Ламборгини. На 4 юни Ариза гостува в последния епизод на шоуто, по време на което прави премиера на Tam Tam, извлечена като трети сингъл от албума ѝ Una nuova Rosalba in città на 14 юни.
На 7 юни на пазара е пуснат сингълът DJ на m **** на Ло Стато Сочале с вокално участие на Ариза и рапърката Мис Кета. На 15 юни започва турнето си Una nuova Rosalba in città, чиято нулева дата се състои в търговския център Дуе Мари в Майда. То приключва на 13 септември в Секагранде (Рибера), където Ариза изнася концерт на брега на морето.
На 13 ноември заедно с Росела Бреша, Лучано Матия Канито, Нино Фрасика и Джузепе Весикио тя е част от журито на четвъртото издание на шоуто за таланти Prodigi – La musica è vita.
От 10 до 17 януари 2020 г. Ариза участва в първото издание на шоуто за таланти Il cantante mascherato, преоблечена като пудел и е елиминирана във втория епизод, като заема 7-о място в крайното класиране. Междувременно, на 24 януари, сингълът Rincontrarsi un giorno a Milano на инди поп дуото Ла Скапилятура, записан в сътрудничество с Ариза, се появява по радиото.
Ариза е изключена от участие във Фестивала в Санремо 2020 поради тематичното сходство между предложената от нея песен и песента Come mia madre на Джордана Анджи, като последната е предпочетена от худ. директор Амадеус. Ариза обаче на 6 февруари отново се завръща на сцената на театър „Аристон“ като гостенка, за да дуетира с Марко Мазини вечерта, наречена Sanremo 70, посветена на песните – част от историята на фестивала, с кавър версия на Vacanze romane на Матия Бадзар. Същата година тя е избрана от Уолт Дисни да композира италианския саундтрак към филма „Лейди и скитника“ на режисьора Чарли Бийн, записвайки песента È un briccone, първоначално интерпретирана в английската версия от Жанел Монае и по този начин озвучавайки персонажа на Джилда в изпяната част.
Впоследствие Ариза участва в италианската супергрупа Allstars 4 Life, която събира над 50 италиански изпълнители за запис на песента Ma il cielo è sempre blu (Italian Stars 4 Life) – хорова кавър версия на песента на Рино Гаетано. Приходите от сингъла, пуснат на 8 май, са дарени на италианския Червен кръст в подкрепа на Il Tempo della Gentilezza – проект в подкрепа на най-уязвимите хора, засегнати от пандемията COVID-19 2019 – 2021. За същата кауза, на 15 май, тя пуска заедно с певицата Манупума благотворителния сингъл Nucleare, чиито приходи са дарени в подкрепа на инициативата „Майчинство Covid-19“ на фондацията „Франческа Рава“.

### АлбумEro romanticaи телевизионни ангажименти
След като връзката с лейбъла Шугар Мюзик също приключва, певицата основава свой собствен независим звукозаписен лейбъл на име Пипшоу (Pipshow), с който дебютира, като пуска сингъла „Да започнеш пак“ (Ricominciare ancora), който се появява по радиото на 24 юли 2020 г.
От 14 ноември до 15 май тя участва в двадесетото издание на шоуто за таланти Amici di Maria De Filippi като преподавателка и член на певческата комисия. По време на вечерната фаза на програмата, заедно с Лорела Кукарини, тя ръководи екипа на Ариза-Кукарини.
На 16 ноември във Фабрик в Милано Ариза участва с други италиански изпълнители, включително Кетама126, Ноеми и Морган, в LENNON80 – благотворителен концерт, излъчен в стрийминг на живо в чест на 80-годишнината от рождението на Джон Ленън.
От 2 до 6 март 2021 г. певицата участва в 71-вия Фестивал в Санремо, завършвайки на 10-о място в конкурса с песента Potevi fare di più („Можеше да направиш повече“), написана от Джиджи Д’Алесио. През третата вечер, наречена „Авторска песен“, посветена на песните – част от историята на италианската музика, Ариза гостува на Микеле Брави, с когото реинтерпретира Quando на Пино Даниеле – версията впоследствие излиза като сингъл на 6 март.
На 23 април излиза сингълът Ortica, изцяло дело на певицата, в който тя пее на неаполитански. Песента е представена на живо на следващия ден по време на шестия епизод от вечерта на „Приятели на Мария де Филипи“, придружена от танцьора на екипа Алесандро Кавало.
На 28 май излиза сингълът Coro Azzurro на Ли Аутогол и Диджей Матрикс, който вижда вокалното участие на певеца и рапъра Лудвиг.
На 9 юли 2021 г. Ариза пуска сингъла Psyco.
В същото време, тръгвайки от Ладзарето в Бергамо, тя предприема специалното турне Ortica Special Tour, с което онтово изпълнява на площадите и в театрите на открито в Италия между 27 юни и 27 август. Междувременно тя играе и ролята на кръстница и председателка на журито на 16-о издание на наградата „Бианка д'Апонте“, проведено в Аверса между 14 и 15 юли.
На 10 септември участва в Музикалните награди SEAT 2021, изпълнявайки песните Coro Azzurro и Psyco. След това тя се завръща на сцената на Арена ди Верона на 21 септември за събитието Invito al Viaggio – Concerto per Franco Battiato в памет на сицилианския певец и автор на песни Франко Батиато, като открива вечерта с реинтерпретация на Perduto amore.
От 16 октомври тя е една от участничките в 16-о издание на шоуто за таланти Ballando con le stelle („Танцувайски със звездите“) в комбинация с танцьора Вито Копола. Във връзка с телевизионното предаване на 4 ноември тя пуска сингъла Altalene, направен с участието на англо-американското кънтри поп дуо Браун и Грей.
За следващия си албум Ариза казва:
| „ | Следващият ми албум ще съдържа истории за несъвършени човешки същества, описани повече в книги, отколкото в песни. Като #psyco и като #ortica, която в крайна сметка сама раздава справедливост затова, че е била изоставена и опозорена от мъжа си. Който ме обича ме следва. Искам да бъда изпълнител, изпълнителят също описва суровата действителност. Ако исках да угодя на всички, трябваше да ме нарекат #nutella, вместо това се казвам Розалба Пипа и това вече казва всичко. | “ |

От албума е взет и сингълът Cuore на 17 декември.

### Нови проекти
В края на 2021 г. Ариза представя непубликуваното парче La vita splendidа („Прекрасният живот“), написан от Брунори Сас и Антонио Ди Мартино, на художествената комисия на 72-ия фестивал в Санрема. Тя обаче не е избрана за конкурса. Песента е записана и публикувана година по-късно от Тициано Феро. Въпреки това певицата е гостенка на събитието: на 2 февруари, пеейки Fino all'alba, тя предизвиква Малика Аян (Un po' più in là), насърчавайки стартирането на гласуването за официалния химн на 25-те Зимни олимпийски игри, на следващия ден тя участва във вечерта, посветена на кавърите в дует с AKA 7even в Cambiare от Алекс Барони.
От 11 февруари е жури в третото издание на телевизионното предаване Маскираният певец. Около същия период издава сингъла Verosimile („Правдоподобен“), основната тема на телевизионния сериал Fedeltà. На 5 март, по време на програмата Affari Tuoi - Formato famiglia, Амадеус обяви победата на песента, изпълнена от Ариза, Fino all'alba, като официален химн на 25-те Зимни олимпийски игри. На 13 март певицата изпълнява италианския химн по време на церемонията по закриването на 23-те зимни параолимпийски игри на Националния стадион в Пекин, за да отбележи предаването на щафетата на италианското издание. На 12 май отново изпява италианския химн на Олимпийския стадион в Рим по повод финала за Купата на Италия 2021 – 2022 между Ювентус и Интер.
През годината си сътрудничи с Бианка Атцей за песента Le stelle (съдържаща се във Veronica), с Мондо Марчо Marcio за сингъла Fiori e fango („Цветя и кал“), издаден на 17 юни, и с Паоло Бели за джаз кавъра на Vorrei incontrarti fra cent'anni от Рон и Тоска (съдържа се в La musica che ci gira intorno).
През летния сезон се провежда Ero Romantica Little Summer Tour, което посещава различни италиански градове. На 8 юли 2022 г. издава сингъла Tu mi perdición, изпят на испански.
След това тя се присъединява отново към актьорския състав на „Приятели на Мария Дел Филипи“, излъчен от 18 септември до 12 март 2023 г., появявайки се отново на малкия екран като учител по пеене за 22-то издание на програмата заедно с Лорела Кукарини и Руди Дзерби.
На 5 май 2023 г. издава сингъла I don't go away („Не си тръгвам“).

## Личен живот
Ариза винаги е имала екстравагантен външен вид и заявява, че е тормозена в училище от съучениците си. Страда от заболяване, наречено трихотиломания, и поради тази причина винаги носи перука или къса коса, защото ако я остави да порасне, започва да я скубе. Към 2021 г. обаче певицата е отново с променен външен вид и с дълга коса с екстеншъни. На профила си в Инстаграм тя публикува свои снимки без филтър и с body positive насоченост.
От 2009 до 2011 г. има връзка с музиканта Джузепе Анастази, автор на песента ѝ „Искреност“ (Sincerità), с която печели Санремо през 2009 г. След раздялата двамата остават в добри отношения и той е автор и на други нейни песни. През 2012 г. Ариза започва връзка с мениджъра си Лоренцо Дзамбели, която трае до 2017 г. През 2020 г. се сгодява за Андреа ди Карло – телевизионен автор и неин мениджър. Двамата мислят за сватба, но се разделят през 2021 г. и вероятно отново се събират.
Живее в апартамент в предградията на Милано. Има две кученца.

## Дискография

### Студийни албуми
- 2009 – Sincerità
- 2010 – Malamorenò
- 2012 – Amami
- 2014 – Se vedo te
- 2016 – Guardando il cielo
- 2019 – Una nuova Rosalba in città
- 2021 – Ero romantica

### Концертни албуми
- 2012 – Amami Tour

### Компилации
- 2016 – Voce - The Best Of
- 2019 – Controvento - The Best Of

## Филмография

### Игрални филми
- Tutta colpa della musica, реж. Рики Тоняци (2011) – Киара
- La peggior settimana della mia vita, реж. Алесандро Дженовези (2011) – Мартина (приятелка на Дино)
- Colpi di fulmine, реж. Нери Паренти (2012) – Тина
- La verità, vi spiego, sull'amore, реж. Макс Крочи (2017) – Паола
- Nove lune e mezza, реж. Микела Андреоци (2017) – родилка
- Vera (2022), реж. Тица Корви и Райнер Фримел – камео

### Дублаж
- Чудовище в Париж, реж. Бибо Бержерон (2011) – Лусил
- Аз, проклетникът 2, реж. Пиер Кофен и Крис Рено (2013) – Луси Уайлд
- Barry, Gloria e i Disco Worms, реж. Томас Борш Нилсен (2014) – Глория
- Аз, проклетникът 3, реж. Пиер Кофен, Кайл Балда и Крис Рено (2017) – Луси Уайлд
- Лейди и скитника (2019) – Джилда (певческа партия)

### Телевизия
- Victor Victoria – Niente è come sembra (2010)
- X Factor (2011 – 2012, 2016)
- Festival di Sanremo (2015)
- Monte Bianco – Sfida verticale (2015)
- Amici di Maria De Filippi (2018, 2020 – 2021)
- Prodigi – La musica è vita (2019)
- Il cantante mascherato (2020)
- Ballando con le stelle (2021)
- The Voice Kids (2023)

## Книги
- Il paradiso non è un granché. Storia di un motivetto orecchiabile (Arnoldo Mondadori Editore, 2012)
- Tu eri tutto per me (Arnoldo Mondadori Editore, 2014)

## Награди
- 2008 – Победителка в песенния конкурс SanremoLab[155]
- 2009 – Победителка във Фестивала на италианската песен в Санремо в категорията „Нови предложения“
- 2009 – Награда „Асомузика Каза Санремо“ на Фестивала в Санремо 2009
- 2009 – Награда на критиката „Миа Мартини“ на Фестивала в Санремо
- 2009 – Wind Music Award като младо откритие на годината[156]
- 2009 – Venice Music Awards като На-добро откритие на Фестивала в Санремо
- 2012 – Награда „Лунеция“ за Санремо – Big за музикално-литературната стойност на песента La notte[157]
- 2012 – Награда на Пресцентъра на Фестивала в Санремо 2012
- 2014 – Победителка на Фестивала на италианската песен в Санремо 2014 с песента Controvento
- 2014 – Победителка на Music Awards 2014 като Платинена дигитална песен за песента Controvento
- 2015 – Табела на Улицата на Фестивала в Санремо на ул. Матеоти в Санремо за песента Controvento
- 2015 – Награда TV – Награда телевизионна режисура 2015 в категорията „Най-добра телевизионна програма“ за Фестивала в Санремо 2015
- 2016 – Награда „Лунеция“ Stil Novo за албума Guardando il cielo
- 2020 – Magna Grecia Awards за благотворителния сингъл в помощ на проекта Maternità COVID-19 („Майчинство COVID-19“).[158]